# Carola Rainero
Carola Rainero (ur. 26 kwietnia 1994) – włoska zapaśniczka walcząca w stylu wolnym. Zajęła dwunaste miejsce na mistrzostwach świata w 2014. Siódma mistrzostwach Europy w 2019. Dziesiąta na igrzyskach europejskich w 2015. Srebrna medalistka igrzysk śródziemnomorskich w 2018 roku.